# 하피냐 (1985년)
마르시우 하파에우 페헤이라 지 소자(포르투갈어: Márcio Rafael Ferreira de Souza, 1985년 9월 7일 ~ ) 또는 하피냐(Rafinha)는 브라질의 축구 선수이다. 현재 캄페오나투 브라질레이루 세리이 A의 상파울루에서 오른쪽 풀백으로 뛰고 있다. "하피냐"는 포르투갈어로 "작은 하파(Rafa, "하파에우"(Rafael)의 줄임말)"라는 뜻이다.

## 클럽 경력
하피냐는 7살이 되던 해에 고향인 론드리나의 풋살 팀인 그레미오 론드리넨세에서 축구를 시작하였다. 12살이 되던 해에 지역의 축구 팀인 PSTC에서 훈련을 시작하였고, 16살이던 2001년에는 론드리나 EC와 계약을 체결하였다. 1년뒤에 코리치바 FC와 계약을 체결하였고, 하피냐는 자신의 재능을 뽐내기 시작하였다.
하피냐는 2005년 FIFA 세계 청소년 축구 선수권 대회를 통해 유럽의 여러 팀에 자신의 이름을 알렸고, 그 결과 5백만 유로의 이적료로 FC 샬케 04와 4년 계약을 체결했다.
2010년 제노아 CFC로 이적하였다. 한 시즌 동안 제노아에서 뛴 후 2011년 FC 바이에른 뮌헨으로 이적했다.

## 국가대표 경력
코리치바 시절에 하피냐는 브라질 U-20 대표팀에 뽑혀, 네덜란드에서 열린 2005년 FIFA 세계 청소년 축구 선수권 대회에 출전하였다. 하피냐는 두골을 뽑아내며 활약하였고, 이 대회에서 브라질은 3위를 차지하였다.